# Kapelle Wense

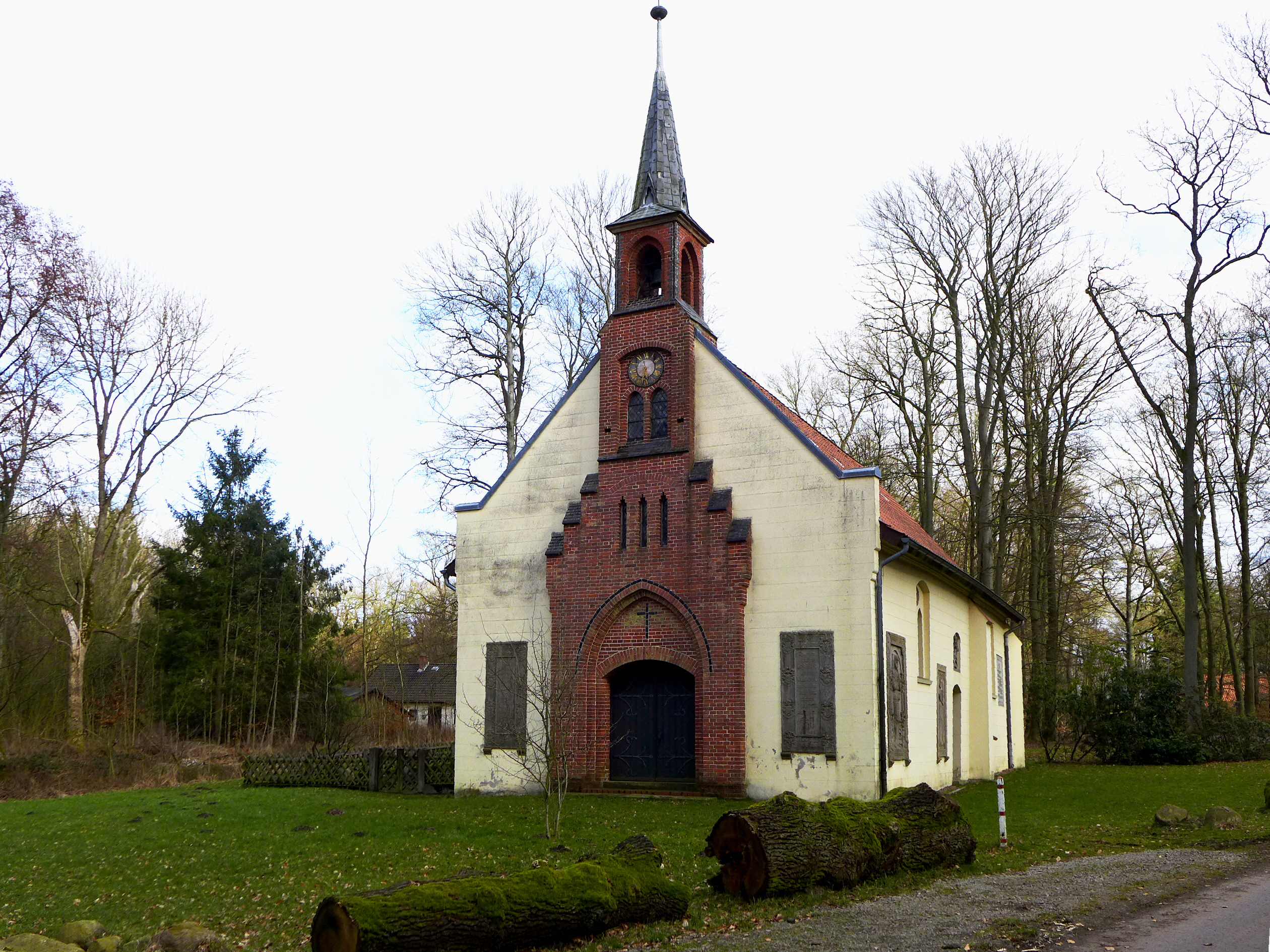
Kapelle Wense

Die evangelisch-lutherische denkmalgeschützte Kapelle Wense steht in Wense, einer Gemarkung des gemeindefreien Gebietes Osterheide im Landkreis Heidekreis von Niedersachsen.

## Beschreibung
Friedrich Wilhelm von der Wense erbaute im Jahr 1672 anstelle der hölzernen Kapelle eine neue aus Stein, nachdem sie im Dreißigjährigen Krieg abgebrannt war. Die Saalkirche wurde 1869 erneuert. Dabei erhielt sie einen Dachreiter, der sich im Westen aus dem Satteldach erhebt. Der Innenraum ist einfach ausgemalt und mit einem segmentbogigen Tonnengewölbe überspannt. Die Kirchenausstattung ist einheitlich barock. Am Altar wird das Abendmahl dargestellt. Ferner befindet sich dort eine Kreuzigungsgruppe. Das Epitaph an der Empore über dem Eingang erinnert an den Erbauer der Kapelle und seine Familie.

Epitaphe an der Kapelle
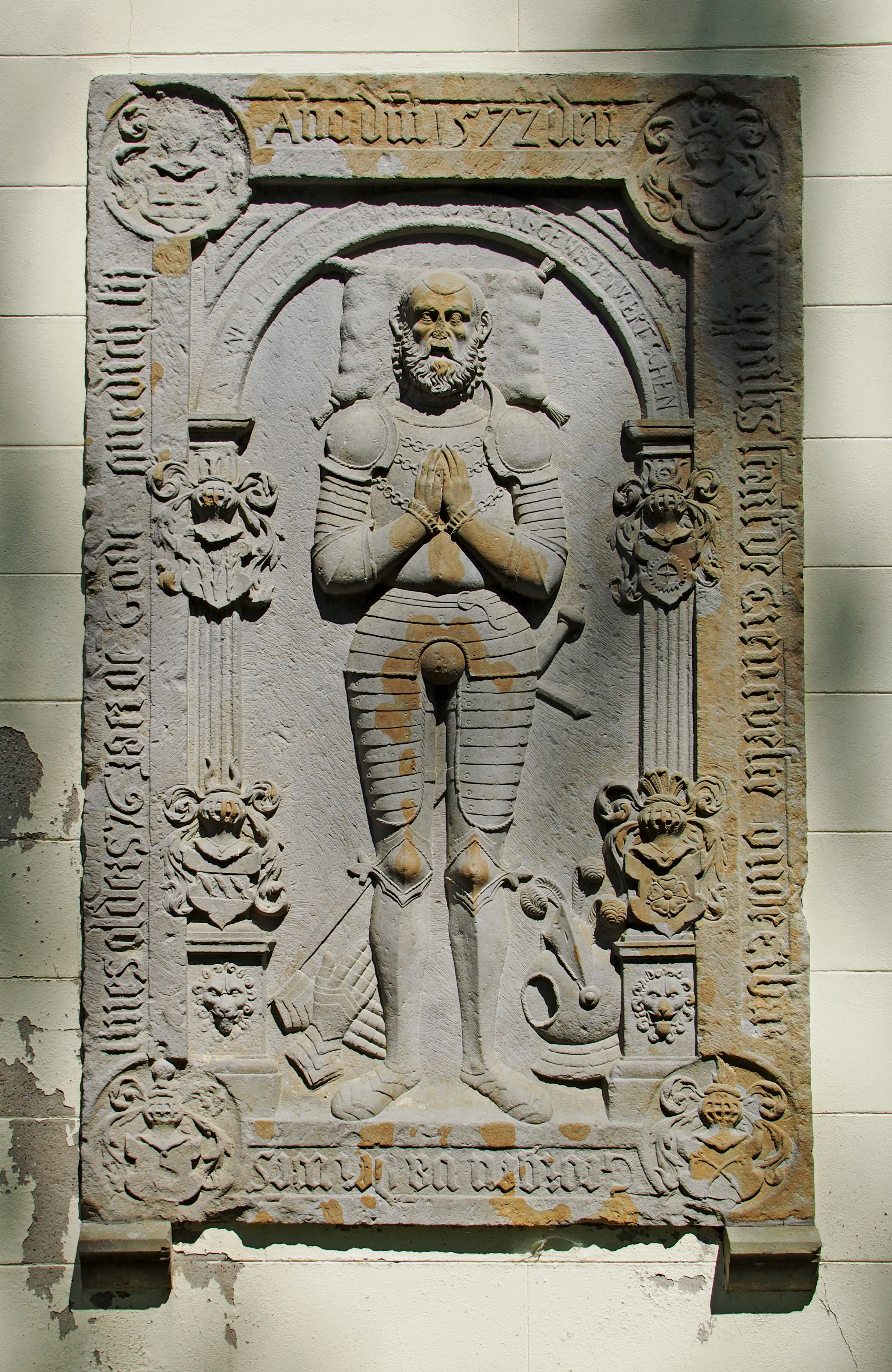
Jürgen (Georg) von der Wense (1496–1572)
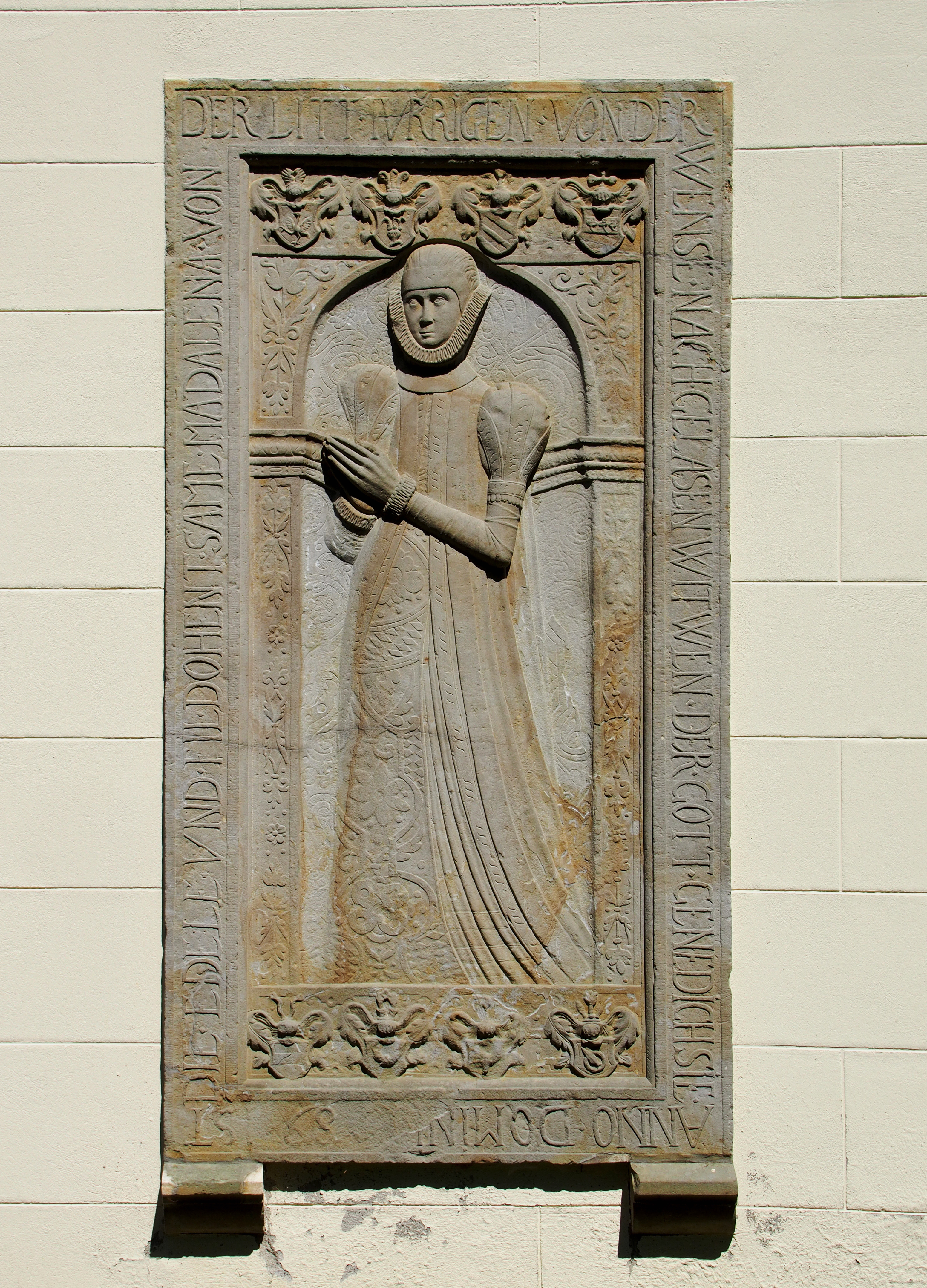
Magdalena von der Wense, geb. von der Lieth († 1589) Ehefrau des Jürgen (Georg)
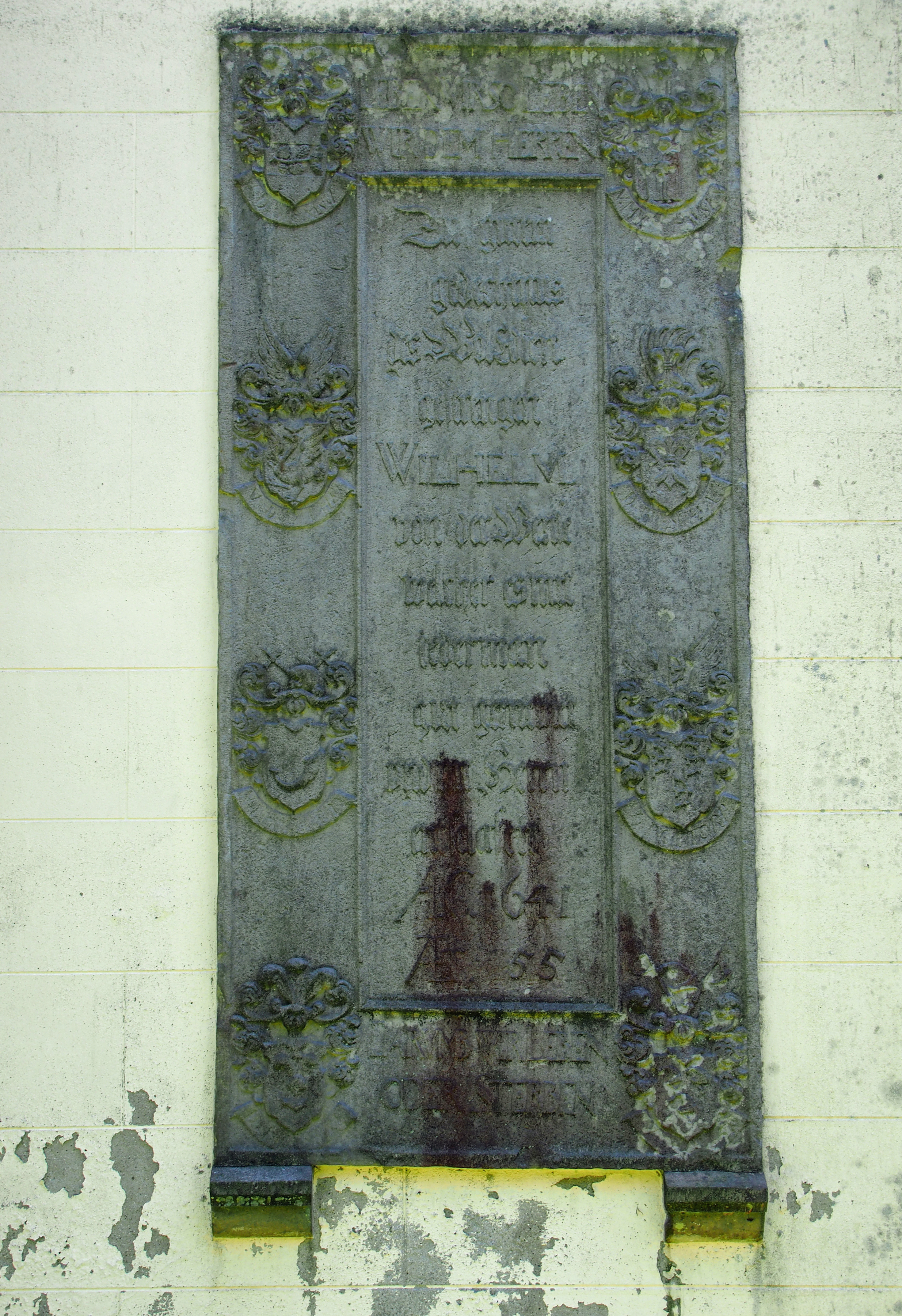
Wilhelm von der Wense (1586–1641)
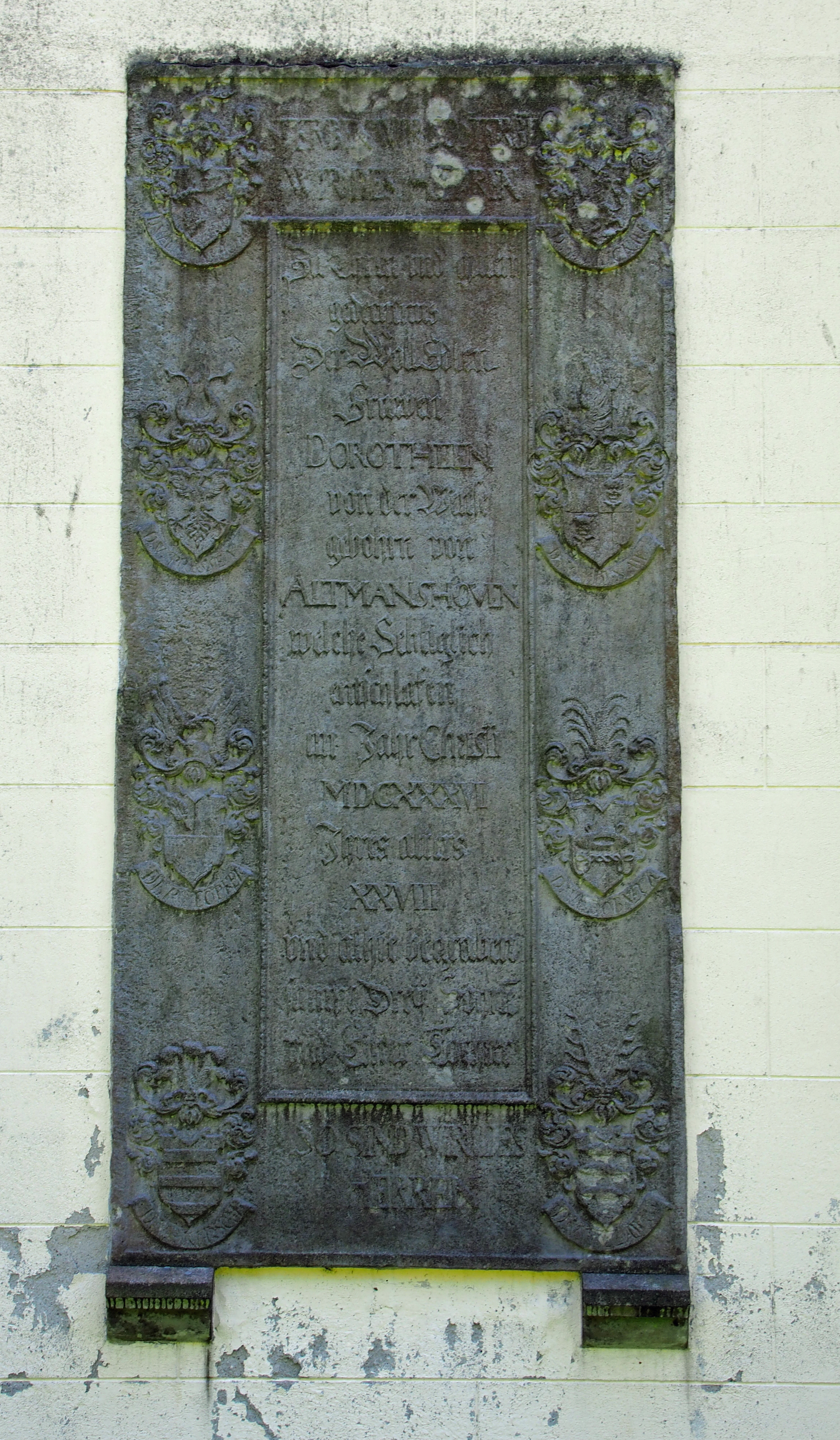
Dorothen v.d. Wense geb. von Altmanshoven (1609–1637)